# 海豐 (屏東縣)
海豐位於臺灣屏東縣屏東市，位於屏東市的東北角，大致包括海豐里、三山里、仁義里等地。與九如鄉、長治鄉及鹽埔鄉毗鄰。屬於熱帶季風氣候，居民產業以農業為主。

## 歷史
海豐原為馬卡道族阿猴社之範圍。康熙四十四年(1705) ，由台南府城盧姓業主，結夥林、李等家族 ，湊資集成三股，設立「盧林李」墾號，向原住民購買下淡水溪東側草地，並招聘廣東籍佃戶開闢海豐庄、火燒庄等地，其中林姓業戶分得海豐庄租業。此地因拓墾人家多來自廣東省惠州府海豐縣，故名海豐。雍正6年（1728年），時任火燒庄管事，邱永鎬之長子邱仁山遭生番殺害殞命者達十二名。總兵石雲倬遂於隔年2月率兵丁，由府治經武洛社並移營海豐庄往內山剿撫。乾隆十六年（1751年），海豐鄭家開臺祖鄭媽球帶來廣東省潮州府三山國王祖廟香灰，不久後即建三山國王廟奉祀。清治末期除海豐外，已有海豐溪州、和興庄等聚落。
海豐鄰近六堆組織，與周遭客庄同時拓墾，關係交好。同治年間海豐鄉耆鄭元奎，以捐資重修忠義亭名義，請求加入六堆的附堆。故主操台語之海豐地區在清朝時期為六堆前堆之附堆。1895年火燒庄戰役，海豐等庄原本欲支援六堆客庄的抗日行動，但隊伍在石溪埔提前遭遇日軍伏擊，因而潰散。
日治時期先屬阿猴廳港西中里，後屬屏東郡屏東街海豐大字。歷史上曾有海豐新厝之聚落存在，後併入海豐。戰後分成數里，除海豐里、三山里、仁義里外，亦分出北興里、中正里、信和里、和興里等地。今海豐三里人口約莫四千人。

## 信仰中心
為海豐三山國王廟，主祀三山國王。乾隆年間，由當地大族鄭家籌建。今有上元迎頭丁等民俗活動。三山里的海豐福德祠，祭拜石頭公，可能承自平埔族習俗。

## 教育

### 國民小學
- 屏東縣屏東市海豐國民小學 （页面存档备份，存于）